# Campeonato de Fútbol Femenino de Primera División C 2024 (Argentina)
El Campeonato de Fútbol Femenino de Primera División C 2024 fue el torneo de la quinta temporada de la Primera División C. Es organizado por la Asociación del Fútbol Argentino y comenzó el 20 de abril y finalizó el 30 de noviembre de 2024.
Un total de 24 equipos participarán en la competición, incluyendo 19 equipos de la temporada anterior, 3 descendidos de la Primera División B y 2 equipos aceptados por la Asociación del Fútbol Argentino para participar de la última categoría del fútbol femenino argentino: Almagro y Los Andes. Además, 2 equipos participantes de la temporada anterior, no participarán del actual torneo: Cambaceres y Sportivo Barracas.

## Ascensos y descensos

### Equipos salientes
Son 8 los equipos que compitieron en la temporada anterior y no formarán parte de la actual temporada.
| Ascendidos a Primera B                  |
| --------------------------------------- |
| Unión (SF) (Campeón)                    |
| Atlético Rafaela (Ganador del reducido) |

| Desafiliados por descenso |
| ------------------------- |
| Juventud Unida (SM)       |
| Ituzaingó                 |
| San Martín (B)            |
| Villa Dálmine             |

| Retirados         |
| ----------------- |
| Cambaceres        |
| Sportivo Barracas |

### Equipos entrantes
Son 5 los equipos que compitieron en la actual temporada y no formaron parte de la temporada anterior.
| Incorporados |
| ------------ |
| Almagro      |
| Los Andes    |

| Descendidos de Primera B |
| ------------------------ |
| Puerto Nuevo             |
| Claypole                 |
| Atlas                    |

## Formato
El torneo otorgó 2 ascensos y hubo 4 descensos.
Se dividieron los 24 equipos en tres zonas de 8 cada una. Se enfrentaron todos contra todos a una sola rueda. Los primeros 4 equipos de cada zona clasificaron a la Fase Ascenso y los últimos 4 de cada zona, a Fase Permanencia.
En Fase Ascenso, los 12 equipos clasificados jugaron todos contra todos ida y vuelta. El equipo ubicado en primer lugar se consagró campeón y fue el primer ascendido a Primera B. Los equipos ubicados 2°, 3°, 4° y 5° disputaron un reducido por el 2° ascenso.
En Fase Permanencia, los 12 equipos clasificados jugaron todos contra todos ida y vuelta. Los equipos que finalizaron el torneo en las últimas 4 posiciones quedaron desafiliados para la temporada siguiente.

## Equipos participantes
| Equipo              | Ciudad               |
| ------------------- | -------------------- |
| Aldosivi            | Mar del Plata        |
| Almagro             | Tres de Febrero      |
| Almirante Brown     | San Justo            |
| Arsenal             | Sarandí              |
| Atlas               | General Rodríguez    |
| Berazategui         | Berazategui          |
| Cañuelas            | Cañuelas             |
| Chacarita Juniors   | Villa Maipú          |
| Claypole            | Claypole             |
| Country Canning     | Canning              |
| Deportivo Laferrere | Laferrere            |
| El Frontón          | San Andrés de Giles  |
| Estrella del Sur    | Alejandro Korn       |
| Los Andes           | Lomas de Zamora      |
| Ferrocarril Midland | Libertad             |
| General Lamadrid    | Buenos Aires         |
| Luján               | Luján                |
| Nueva Chicago       | Buenos Aires         |
| Puerto Nuevo        | Campana              |
| Quilmes             | Quilmes              |
| Sportivo Italiano   | Ciudad Evita         |
| Talleres            | Remedios de Escalada |
| Tigre               | Victoria             |
| Villas Unidas       | Aldo Bonzi           |

### Distribución geográfica de los equipos
| Región                    | Cant. | Equipos |
| ------------------------- | ----- | --- |
| Conurbano bonaerense      | 18    | Alte. Brown, Almagro, Arsenal, Atlas, Berazategui, Cañuelas, Chacarita Jrs., Claypole, Country Canning, Laferrere, Los Andes, Midland, Estrella del Sur, Quilmes, Sp. Italiano, Tigre, Talleres RE y Villas Unidas. |
| Provincia de Buenos Aires | 4     | Aldosivi, El Frontón, Luján y Puerto Nuevo. |
| Ciudad de Buenos Aires    | 2     | Gral. Lamadrid y Nueva Chicago |

## Fase Clasificación

### Zona A

#### Tabla de posiciones
| Pos. | Equipo           | Pts. | PJ | PG | PE | PP | GF | GC | Dif. |
| ---- | ---------------- | ---- | -- | -- | -- | -- | -- | -- | ---- |
| 1.º  | Estrella del Sur | 19   | 7  | 6  | 1  | 0  | 29 | 9  | 20   |
| 2.º  | Aldosivi         | 18   | 7  | 6  | 0  | 1  | 18 | 6  | 12   |
| 3.º  | Quilmes          | 12   | 7  | 3  | 3  | 1  | 12 | 9  | 3    |
| 4.º  | Nueva Chicago    | 11   | 7  | 3  | 2  | 2  | 16 | 14 | 2    |
| 5.º  | Country Canning  | 10   | 7  | 3  | 1  | 3  | 15 | 12 | 3    |
| 6.º  | Gral. Lamadrid   | 4    | 7  | 1  | 1  | 5  | 11 | 23 | −12  |
| 7.º  | Claypole         | 3    | 7  | 1  | 0  | 6  | 10 | 26 | −16  |
| 8.º  | Almagro          | 2    | 7  | 0  | 2  | 5  | 4  | 16 | −12  |

|  | Los primeros 4 clasificarán a la Fase Ascenso. El resto, a la Fase Permanencia. |

|  |

#### Resultados
| 1a Fecha      | 1a Fecha  | 1a Fecha         | 1a Fecha  | 1a Fecha | 1a Fecha |
| Local         | Resultado | Visitante        | Fecha     | Hora     |          |
| ------------- | --------- | ---------------- | --------- | -------- | -------- |
| Claypole      | 1 - 4     | Quilmes          | Sáb 20/04 | 15:30    |          |
| Aldosivi      | 3 - 0     | Lamadrid         | Sáb 20/04 | 17:30    |          |
| Almagro       | 0 - 6     | Estrella del Sur | Dom 21/04 | 10:00    |          |
| Nueva Chicago | 1 - 1     | Country Canning  | Dom 21/04 | 15:00    |          |

| 2a Fecha        | 2a Fecha  | 2a Fecha         | 2a Fecha  | 2a Fecha | 2a Fecha |
| Local           | Resultado | Visitante        | Fecha     | Hora     |          |
| --------------- | --------- | ---------------- | --------- | -------- | -------- |
| Nueva Chicago   | 3 - 1     | Almagro          | Dom 28/04 | 11:00    |          |
| Quilmes         | 0 - 2     | Aldosivi         | Dom 28/04 | 15:30    |          |
| Country Canning | 7 - 2     | Claypole         | Dom 28/04 | 16:00    |          |
| Lamadrid        | 2 - 6     | Estrella del Sur | Dom 28/04 | 16:00    |          |

| 3a Fecha         | 3a Fecha  | 3a Fecha        | 3a Fecha | 3a Fecha | 3a Fecha |
| Local            | Resultado | Visitante       | Fecha    | Hora     |          |
| ---------------- | --------- | --------------- | -------- | -------- | -------- |
| Estrella del Sur | 2 - 2     | Quilmes         | Sáb 4/5  | 11:00    |          |
| Claypole         | 2 - 3     | Nueva Chicago   | Sáb 4/5  | 15:30    |          |
| Aldosivi         | 1 - 0     | Country Canning | Sáb 4/5  | 18:00    |          |
| Almagro          | 1 - 1     | Lamadrid        | Dom 5/5  | 10:00    |          |

| 4a Fecha        | 4a Fecha  | 4a Fecha         | 4a Fecha | 4a Fecha | 4a Fecha |
| Local           | Resultado | Visitante        | Fecha    | Hora     |          |
| --------------- | --------- | ---------------- | -------- | -------- | -------- |
| Country Canning | 0 - 5     | Estrella del Sur | Sáb 11/5 | 11:00    |          |
| Quilmes         | 3 - 2     | Lamadrid         | Sáb 11/5 | 11:30    |          |
| Claypole        | 1 - 0     | Almagro          | Sáb 11/5 | 15:30    |          |
| Nueva Chicago   | 2 - 5     | Aldosivi         | Dom 12/5 | 11:00    |          |

| 5a Fecha         | 5a Fecha  | 5a Fecha        | 5a Fecha | 5a Fecha | 5a Fecha |
| Local            | Resultado | Visitante       | Fecha    | Hora     |          |
| ---------------- | --------- | --------------- | -------- | -------- | -------- |
| Estrella del Sur | 3 - 2     | Nueva Chicago   | Sáb 18/5 | 11:00    |          |
| Lamadrid         | 1 - 4     | Country Canning | Sáb 18/5 | 15:30    |          |
| Aldosivi         | 3 - 0     | Claypole        | Sáb 18/5 | 16:00    |          |
| Almagro          | 0 - 0     | Quilmes         | Dom 19/5 | 11:00    |          |

| 6a Fecha        | 6a Fecha  | 6a Fecha         | 6a Fecha | 6a Fecha | 6a Fecha |
| Local           | Resultado | Visitante        | Fecha    | Hora     |          |
| --------------- | --------- | ---------------- | -------- | -------- | -------- |
| Country Canning | 1 - 2     | Quilmes          | Sáb 25/5 | 11:30    |          |
| Nueva Chicago   | 4 - 1     | Lamadrid         | Dom 26/5 | 11:00    |          |
| Aldosivi        | 3 - 2     | Almagro          | Dom 26/5 | 15:00    |          |
| Claypole        | 2 - 5     | Estrella del Sur | Dom 26/5 | 15:00    |          |

| 7a Fecha         | 7a Fecha  | 7a Fecha        | 7a Fecha | 7a Fecha | 7a Fecha |
| Local            | Resultado | Visitante       | Fecha    | Hora     |          |
| ---------------- | --------- | --------------- | -------- | -------- | -------- |
| Estrella del Sur | 2 - 1     | Aldosivi        | Sáb 1°/6 | 15:30    |          |
| Quilmes          | 1 - 1     | Nueva Chicago   | Sáb 1°/6 | 15:30    |          |
| Almagro          | 0 - 2     | Country Canning | Sáb 1°/6 | 15:30    |          |
| Lamadrid         | 4 - 2     | Claypole        | Sáb 1°/6 | 15:30    |          |

### Zona B

#### Tabla de posiciones
| Pos. | Equipo       | Pts. | PJ | PG | PE | PP | GF | GC | Dif. |
| ---- | ------------ | ---- | -- | -- | -- | -- | -- | -- | ---- |
| 1.º  | Laferrere    | 21   | 7  | 7  | 0  | 0  | 18 | 2  | 16   |
| 2.º  | Arsenal      | 14   | 7  | 4  | 2  | 1  | 26 | 5  | 21   |
| 3.º  | Tigre        | 14   | 7  | 4  | 2  | 1  | 18 | 6  | 12   |
| 4.º  | El Frontón   | 13   | 7  | 4  | 1  | 2  | 15 | 5  | 10   |
| 5.º  | Midland      | 7    | 7  | 2  | 1  | 4  | 7  | 20 | −13  |
| 6.º  | Puerto Nuevo | 6    | 7  | 2  | 0  | 5  | 9  | 22 | −13  |
| 7.º  | Los Andes    | 3    | 7  | 1  | 0  | 6  | 4  | 18 | −14  |
| 8.º  | Cañuelas     | 3    | 7  | 1  | 0  | 6  | 4  | 23 | −19  |

|  | Los primeros 4 clasificarán a la Fase Ascenso. El resto, a la Fase Permanencia. |

|  |

#### Resultados
| 1a Fecha     | 1a Fecha  | 1a Fecha   | 1a Fecha  | 1a Fecha | 1a Fecha |
| Local        | Resultado | Visitante  | Fecha     | Hora     |          |
| ------------ | --------- | ---------- | --------- | -------- | -------- |
| Los Andes    | 1 - 4     | Arsenal    | Sáb 20/04 | 9:00     |          |
| Puerto Nuevo | 2 - 1     | Midland    | Sáb 20/04 | 15:30    |          |
| Laferrere    | 2 - 0     | El Frontón | Sáb 20/04 | 15:30    |          |
| Tigre        | 4 - 1     | Cañuelas   | Dom 21/04 | 11:00    |          |

| 2a Fecha | 2a Fecha  | 2a Fecha     | 2a Fecha  | 2a Fecha | 2a Fecha |
| Local    | Resultado | Visitante    | Fecha     | Hora     |          |
| -------- | --------- | ------------ | --------- | -------- | -------- |
| Tigre    | 0 - 1     | Laferrere    | Sáb 27/04 | 11:00    |          |
| Arsenal  | 8 - 0     | Puerto Nuevo | Dom 28/04 | 11:00    |          |
| Midland  | 0 - 8     | El Frontón   | Dom 28/04 | 15:00    |          |
| Cañuelas | 1 - 3     | Los Andes    | Dom 28/04 | 15:30    |          |

| 3a Fecha     | 3a Fecha  | 3a Fecha  | 3a Fecha | 3a Fecha | 3a Fecha |
| Local        | Resultado | Visitante | Fecha    | Hora     |          |
| ------------ | --------- | --------- | -------- | -------- | -------- |
| Los Andes    | 0 - 3     | Tigre     | Sáb 4/5  | 10:00    |          |
| Puerto Nuevo | 0 - 2     | Cañuelas  | Sáb 4/5  | 15:00    |          |
| Laferrere    | 4 - 0     | Midland   | Sáb 4/5  | 15:00    |          |
| El Frontón   | 1 - 1     | Arsenal   | Dom 5/5  | 11:00    |          |

| 4a Fecha  | 4a Fecha  | 4a Fecha     | 4a Fecha | 4a Fecha | 4a Fecha |
| Local     | Resultado | Visitante    | Fecha    | Hora     |          |
| --------- | --------- | ------------ | -------- | -------- | -------- |
| Los Andes | 0 - 3     | Laferrere    | Sáb 11/5 | 10:00    |          |
| Arsenal   | 3 - 0     | Midland      | Sáb 11/5 | 15:30    |          |
| Cañuelas  | 0 - 2     | El Frontón   | Sáb 11/5 | 15:30    |          |
| Tigre     | 6 - 0     | Puerto Nuevo | Dom 12/5 | 11:00    |          |

| 5a Fecha     | 5a Fecha  | 5a Fecha  | 5a Fecha | 5a Fecha | 5a Fecha |
| Local        | Resultado | Visitante | Fecha    | Hora     |          |
| ------------ | --------- | --------- | -------- | -------- | -------- |
| Midland      | 2 - 0     | Cañuelas  | Sáb 18/5 | 13:30    |          |
| Laferrere    | 2 - 1     | Arsenal   | Sáb 18/5 | 15:00    |          |
| El Frontón   | 0 - 1     | Tigre     | Dom 19/5 | 11:00    |          |
| Puerto Nuevo | 5 - 0     | Los Andes | Dom 19/5 | 11:00    |          |

| 6a Fecha     | 6a Fecha  | 6a Fecha   | 6a Fecha | 6a Fecha | 6a Fecha |
| Local        | Resultado | Visitante  | Fecha    | Hora     |          |
| ------------ | --------- | ---------- | -------- | -------- | -------- |
| Los Andes    | 0 - 1     | El Frontón | Sáb 25/5 | 10:00    |          |
| Puerto Nuevo | 1 - 2     | Laferrere  | Sáb 25/5 | 10:30    |          |
| Cañuelas     | 0 - 8     | Arsenal    | Sáb 25/5 | 15:30    |          |
| Tigre        | 3 - 3     | Midland    | Dom 26/5 | 11:00    |          |

| 7a Fecha   | 7a Fecha  | 7a Fecha     | 7a Fecha | 7a Fecha | 7a Fecha |
| Local      | Resultado | Visitante    | Fecha    | Hora     |          |
| ---------- | --------- | ------------ | -------- | -------- | -------- |
| Laferrere  | 4 - 0     | Cañuelas     | Sáb 1°/6 | 10:30    |          |
| Midland    | 1 - 0     | Los Andes    | Sáb 1°/6 | 13:30    |          |
| Arsenal    | 1 - 1     | Tigre        | Sáb 1°/6 | 15:30    |          |
| El Frontón | 3 - 1     | Puerto Nuevo | Dom 2/6  | 12:00    |          |

### Zona C

#### Tabla de posiciones
| Pos. | Equipo            | Pts. | PJ | PG | PE | PP | GF | GC | Dif. |
| ---- | ----------------- | ---- | -- | -- | -- | -- | -- | -- | ---- |
| 1.º  | Talleres (RE)     | 19   | 7  | 6  | 1  | 0  | 27 | 5  | 22   |
| 2.º  | Luján             | 14   | 7  | 4  | 2  | 1  | 10 | 3  | 7    |
| 3.º  | Almirante Brown   | 12   | 7  | 4  | 0  | 3  | 13 | 8  | 5    |
| 4.º  | Chacarita Juniors | 12   | 7  | 3  | 3  | 1  | 12 | 7  | 5    |
| 5.º  | Berazategui       | 7    | 7  | 2  | 1  | 4  | 7  | 24 | −17  |
| 6.º  | Sportivo Italiano | 6    | 7  | 1  | 3  | 3  | 5  | 8  | −3   |
| 7.º  | Atlas             | 6    | 7  | 2  | 0  | 5  | 6  | 12 | −6   |
| 8.º  | Villas Unidas     | 2    | 7  | 0  | 2  | 5  | 5  | 18 | −13  |

|  | Los primeros 4 clasificarán a la Fase Ascenso. El resto, a la Fase Permanencia. |

|  |

#### Resultados
| 1a Fecha       | 1a Fecha  | 1a Fecha      | 1a Fecha  | 1a Fecha | 1a Fecha |
| Local          | Resultado | Visitante     | Fecha     | Hora     |          |
| -------------- | --------- | ------------- | --------- | -------- | -------- |
| Talleres (RE)  | 8 - 1     | Berazategui   | Sáb 20/04 | 10:00    |          |
| Atlas          | 1 - 0     | Sp. Italiano  | Sáb 20/04 | 15:30    |          |
| Chacarita Jrs. | 1 - 1     | Luján         | Sáb 20/04 | 15:30    |          |
| Alte. Brown    | 3 - 2     | Villas Unidas | Dom 21/04 | 15:30    |          |

| 2a Fecha       | 2a Fecha  | 2a Fecha      | 2a Fecha  | 2a Fecha | 2a Fecha |
| Local          | Resultado | Visitante     | Fecha     | Hora     |          |
| -------------- | --------- | ------------- | --------- | -------- | -------- |
| Berazategui    | 2 - 1     | Atlas         | Sáb 27/04 | 11:00    |          |
| Luján          | 0 - 1     | Talleres (RE) | Sáb 27/04 | 15:30    |          |
| Chacarita Jrs. | 2 - 1     | Alte. Brown   | Sáb 27/04 | 15:30    |          |
| Sp. Italiano   | 1 - 0     | Villas Unidas | Dom 28/04 | 15:30    |          |

| 3a Fecha      | 3a Fecha  | 3a Fecha       | 3a Fecha | 3a Fecha | 3a Fecha |
| Local         | Resultado | Visitante      | Fecha    | Hora     |          |
| ------------- | --------- | -------------- | -------- | -------- | -------- |
| Villas Unidas | 0 - 3     | Berazategui    | Sáb 4/5  | 15:30    |          |
| Atlas         | 0 - 1     | Luján          | Sáb 4/5  | 15:30    |          |
| Talleres (RE) | 3 - 2     | Chacarita Jrs. | Sáb 4/5  | 15:30    |          |
| Alte. Brown   | 1 - 0     | Sp. Italiano   | Dom 5/5  | 11:00    |          |

| 4a Fecha       | 4a Fecha  | 4a Fecha      | 4a Fecha | 4a Fecha | 4a Fecha |
| Local          | Resultado | Visitante     | Fecha    | Hora     |          |
| -------------- | --------- | ------------- | -------- | -------- | -------- |
| Talleres (RE)  | 2 - 0     | Alte. Brown   | Sáb 11/5 | 15:30    |          |
| Berazategui    | 1 - 1     | Sp. Italiano  | Sáb 11/5 | 15:30    |          |
| Chacarita Jrs. | 1 - 0     | Atlas         | Sáb 11/5 | 15:30    |          |
| Luján          | 0 - 0     | Villas Unidas | Dom 12/5 | 15:00    |          |

| 5a Fecha      | 5a Fecha  | 5a Fecha       | 5a Fecha | 5a Fecha | 5a Fecha |
| Local         | Resultado | Visitante      | Fecha    | Hora     |          |
| ------------- | --------- | -------------- | -------- | -------- | -------- |
| Villas Unidas | 1 - 1     | Chacarita Jrs. | Sáb 18/5 | 11:00    |          |
| Atlas         | 1 - 5     | Talleres (RE)  | Dom 19/5 | 8:00     |          |
| Alte. Brown   | 7 - 0     | Berazategui    | Dom 19/5 | 11:00    |          |
| Sp. Italiano  | 1 - 3     | Luján          | Dom 19/5 | 15:30    |          |

| 6a Fecha       | 6a Fecha  | 6a Fecha      | 6a Fecha | 6a Fecha | 6a Fecha |
| Local          | Resultado | Visitante     | Fecha    | Hora     |          |
| -------------- | --------- | ------------- | -------- | -------- | -------- |
| Chacarita Jrs. | 1 - 1     | Sp. Italiano  | Sáb 25/5 | 15:00    |          |
| Talleres (RE)  | 7 - 0     | Villas Unidas | Sáb 25/5 | 15:30    |          |
| Atlas          | 0 - 1     | Alte. Brown   | Sáb 25/5 | 15:30    |          |
| Luján          | 3 - 0     | Berazategui   | Sáb 25/5 | 15:30    |          |

| 7a Fecha      | 7a Fecha  | 7a Fecha       | 7a Fecha | 7a Fecha | 7a Fecha |
| Local         | Resultado | Visitante      | Fecha    | Hora     |          |
| ------------- | --------- | -------------- | -------- | -------- | -------- |
| Berazategui   | 0 - 4     | Chacarita Jrs. | Sáb 1°/6 | 15:30    |          |
| Sp. Italiano  | 1 - 1     | Talleres (RE)  | Sáb 1°/6 | 15:30    |          |
| Villas Unidas | 2 - 3     | Atlas          | Sáb 1°/6 | 15:30    |          |
| Alte. Brown   | 0 - 2     | Luján          | Dom 2/6  | 11:00    |          |

## Fase Ascenso
| Pos. | Equipo            | Pts. | PJ | PG | PE | PP | GF | GC | Dif. |
| ---- | ----------------- | ---- | -- | -- | -- | -- | -- | -- | ---- |
| 1.º  | Aldosivi          | 47   | 21 | 14 | 5  | 2  | 37 | 10 | 27   |
| 2.º  | Estrella del Sur  | 40   | 22 | 11 | 7  | 4  | 42 | 19 | 23   |
| 3.º  | Talleres (RE)     | 37   | 22 | 10 | 7  | 5  | 34 | 21 | 13   |
| 4.º  | Arsenal           | 36   | 22 | 9  | 9  | 4  | 40 | 28 | 12   |
| 5.º  | Tigre             | 32   | 22 | 9  | 5  | 8  | 35 | 29 | 6    |
| 6.º  | Nueva Chicago     | 32   | 22 | 8  | 8  | 6  | 33 | 31 | 2    |
| 7.º  | Laferrere         | 29   | 22 | 8  | 5  | 9  | 24 | 23 | 1    |
| 8.º  | El Frontón        | 29   | 22 | 7  | 8  | 7  | 23 | 30 | −7   |
| 9.º  | Chacarita Juniors | 26   | 22 | 5  | 11 | 6  | 22 | 22 | 0    |
| 10.º | Luján             | 17   | 22 | 4  | 5  | 13 | 18 | 49 | −31  |
| 11.º | Quilmes           | 15   | 22 | 4  | 3  | 15 | 19 | 39 | −20  |
| 12.º | Almirante Brown   | 15   | 21 | 4  | 3  | 14 | 21 | 47 | −26  |

|  | Campeón y ascenso a Primera B.                                         |
|  | Del 2do al 5to puesto clasifican al Torneo Reducido por el 2o ascenso. |

#### Resultados
| 1a Fecha      | 1a Fecha  | 1a Fecha         | 1a Fecha | 1a Fecha | 1a Fecha |
| Local         | Resultado | Visitante        | Fecha    | Hora     |          |
| ------------- | --------- | ---------------- | -------- | -------- | -------- |
| Nueva Chicago | 1 - 1     | Luján            | Sáb 8/6  | 11:00    |          |
| Tigre         | 3 - 1     | Laferrere        | Sáb 8/6  | 11:00    |          |
| Quilmes       | 0 - 2     | Aldosivi         | Sáb 8/6  | 15:00    |          |
| Talleres (RE) | 1 - 0     | Estrella del Sur | Sáb 8/6  | 15:00    |          |
| Alte. Brown   | 1 - 4     | Arsenal          | Dom 9/6  | 11:00    |          |
| El Frontón    | 1 - 1     | Chacarita Jrs.   | Dom 9/6  | 11:00    |          |

| 2a Fecha         | 2a Fecha  | 2a Fecha       | 2a Fecha | 2a Fecha | 2a Fecha |
| Local            | Resultado | Visitante      | Fecha    | Hora     |          |
| ---------------- | --------- | -------------- | -------- | -------- | -------- |
| Arsenal          | 3 - 0     | Quilmes        | Sáb 15/6 | 10:00    |          |
| Laferrere        | 3 - 1     | Alte. Brown    | Sáb 15/6 | 11:00    |          |
| Aldosivi         | 0 - 1     | Talleres (RE)  | Sáb 15/6 | 15:00    |          |
| Estrella del Sur | 3 - 3     | Nueva Chicago  | Sáb 15/6 | 15:00    |          |
| Tigre            | 3 - 0     | El Frontón     | Dom 16/6 | 15:00    |          |
| Luján            | 1 - 3     | Chacarita Jrs. | Dom 16/6 | 15:00    |          |

| 3a Fecha       | 3a Fecha  | 3a Fecha         | 3a Fecha | 3a Fecha | 3a Fecha |
| Local          | Resultado | Visitante        | Fecha    | Hora     |          |
| -------------- | --------- | ---------------- | -------- | -------- | -------- |
| Talleres (RE)  | 0 - 0     | Arsenal          | Sáb 22/6 | 10:00    |          |
| Chacarita Jrs. | 2 - 1     | Estrella del Sur | Sáb 22/6 | 15:00    |          |
| El Frontón     | 1 - 1     | Luján            | Sáb 22/6 | 16:00    |          |
| Nueva Chicago  | 1 - 3     | Aldosivi         | Dom 23/6 | 15:00    |          |
| Quilmes        | 0 - 2     | Laferrere        | Dom 23/6 | 15:00    |          |
| Alte. Brown    | 2 - 1     | Tigre            | Mie 26/6 | 15:00    |          |

| 4a Fecha         | 4a Fecha  | 4a Fecha       | 4a Fecha | 4a Fecha | 4a Fecha |
| Local            | Resultado | Visitante      | Fecha    | Hora     |          |
| ---------------- | --------- | -------------- | -------- | -------- | -------- |
| Estrella del Sur | 4 - 1     | Luján          | Sáb 29/6 | 11:00    |          |
| Arsenal          | 1 - 1     | Nueva Chicago  | Sáb 29/6 | 15:00    |          |
| Tigre            | 0 - 1     | Quilmes        | Sáb 29/6 | 15:00    |          |
| Laferrere        | 0 - 1     | Talleres (RE)  | Sáb 29/6 | 15:00    |          |
| Aldosivi         | 2 - 0     | Chacarita Jrs. | Sáb 29/6 | 18:00    |          |
| Alte. Brown      | 0 - 1     | El Frontón     | Dom 30/6 | 11:00    |          |

| 5a Fecha       | 5a Fecha  | 5a Fecha         | 5a Fecha | 5a Fecha | 5a Fecha |
| Local          | Resultado | Visitante        | Fecha    | Hora     |          |
| -------------- | --------- | ---------------- | -------- | -------- | -------- |
| Quilmes        | 3 - 1     | Alte. Brown      | Sáb 6/7  | 13:00    |          |
| El Frontón     | 1 - 1     | Estrella del Sur | Sáb 6/7  | 15:00    |          |
| Chacarita Jrs. | 0 - 0     | Arsenal          | Sáb 6/7  | 15:00    |          |
| Nueva Chicago  | 1 - 0     | Laferrere        | Sáb 6/7  | 15:00    |          |
| Talleres (RE)  | 4 - 1     | Tigre            | Sáb 6/7  | 15:00    |          |
| Luján          | 0 - 3     | Aldosivi         | Dom 7/7  | 15:00    |          |

| 6a Fecha    | 6a Fecha  | 6a Fecha         | 6a Fecha | 6a Fecha | 6a Fecha |
| Local       | Resultado | Visitante        | Fecha    | Hora     |          |
| ----------- | --------- | ---------------- | -------- | -------- | -------- |
| Quilmes     | 1 - 2     | El Frontón       | Sáb 13/7 | 13:00    |          |
| Tigre       | 2 - 1     | Nueva Chicago    | Sáb 13/7 | 14:00    |          |
| Aldosivi    | 1 - 0     | Estrella del Sur | Sáb 13/7 | 15:30    |          |
| Alte. Brown | 2 - 1     | Talleres (RE)    | Dom 14/7 | 13:00    |          |
| Laferrere   | 1 - 1     | Chacarita Jrs.   | Dom 14/7 | 15:00    |          |
| Arsenal     | 0 - 1*    | Luján            | Jue 12/9 |          |          |

| 7a Fecha         | 7a Fecha  | 7a Fecha    | 7a Fecha | 7a Fecha | 7a Fecha |
| Local            | Resultado | Visitante   | Fecha    | Hora     |          |
| ---------------- | --------- | ----------- | -------- | -------- | -------- |
| Estrella del Sur | 1 - 1     | Arsenal     | Sáb 20/7 | 10:00    |          |
| Luján            | 1 - 2     | Laferrere   | Sáb 20/7 | 15:00    |          |
| Chacarita Jrs.   | 1 - 0     | Tigre       | Sáb 20/7 | 15:00    |          |
| Nueva Chicago    | 3 - 0     | Alte. Brown | Sáb 20/7 | 15:00    |          |
| Talleres (RE)    | 2 - 1     | Quilmes     | Sáb 20/7 | 15:00    |          |
| El Frontón       | 1 - 1     | Aldosivi    | Dom 21/7 | 12:00    |          |

| 8a Fecha      | 8a Fecha  | 8a Fecha         | 8a Fecha | 8a Fecha | 8a Fecha |
| Local         | Resultado | Visitante        | Fecha    | Hora     |          |
| ------------- | --------- | ---------------- | -------- | -------- | -------- |
| Talleres (RE) | 1 - 0     | El Frontón       | Sáb 27/7 | 15:00    |          |
| Arsenal       | 1 - 1     | Aldosivi         | Dom 28/7 | 10:00    |          |
| Tigre         | 3 - 1     | Luján            | Dom 28/7 | 12:00    |          |
| Alte. Brown   | 1 - 0     | Chacarita Jrs.   | Dom 28/7 | 14:00    |          |
| Quilmes       | 1 - 2     | Nueva Chicago    | Dom 28/7 | 15:00    |          |
| Laferrere     | 2 - 1     | Estrella del Sur | Jue 19/9 | 15:00    |          |

| 9a Fecha         | 9a Fecha  | 9a Fecha      | 9a Fecha | 9a Fecha | 9a Fecha |
| Local            | Resultado | Visitante     | Fecha    | Hora     |          |
| ---------------- | --------- | ------------- | -------- | -------- | -------- |
| El Frontón       | 2 - 1     | Arsenal       | Sáb 3/8  | 15:00    |          |
| Luján            | 2 - 1     | Alte. Brown   | Sáb 3/8  | 15:00    |          |
| Nueva Chicago    | 1 - 1     | Talleres (RE) | Sáb 3/8  | 15:00    |          |
| Aldosivi         | 2 - 1     | Laferrere     | Sáb 3/8  | 17:30    |          |
| Estrella del Sur | 3 - 0     | Tigre         | Dom 4/8  | 10:00    |          |
| Chacarita Jrs.   | 0 - 0     | Quilmes       | Mar 6/8  | 15:00    |          |

| 10a Fecha     | 10a Fecha | 10a Fecha        | 10a Fecha | 10a Fecha | 10a Fecha |
| Local         | Resultado | Visitante        | Fecha     | Hora      |           |
| ------------- | --------- | ---------------- | --------- | --------- | --------- |
| Tigre         | 1 - 3     | Aldosivi         | Sáb 10/8  | 11:00     |           |
| Quilmes       | 5 - 1     | Luján            | Sáb 10/8  | 14:00     |           |
| Talleres (RE) | 2 - 2     | Chacarita Jrs.   | Sáb 10/8  | 15:00     |           |
| Nueva Chicago | 1 - 2     | El Frontón       | Sáb 10/8  | 15:00     |           |
| Alte. Brown   | 0 - 1     | Estrella del Sur | Dom 11/8  | 10:00     |           |
| Laferrere     | 3 - 2     | Arsenal          | Dom 11/8  | 15:00     |           |

| 11a Fecha        | 11a Fecha | 11a Fecha     | 11a Fecha | 11a Fecha | 11a Fecha |
| Local            | Resultado | Visitante     | Fecha     | Hora      |           |
| ---------------- | --------- | ------------- | --------- | --------- | --------- |
| Chacarita Jrs.   | 1 - 1     | Nueva Chicago | Sáb 17/8  | 15:00     |           |
| Aldosivi         | 5 - 0     | Alte. Brown   | Sáb 17/8  | 16:00     |           |
| Arsenal          | 2 - 1     | Tigre         | Dom 18/8  | 10:00     |           |
| Luján            | 2 - 1     | Talleres (RE) | Dom 18/8  | 11:00     |           |
| El Frontón       | 1 - 0     | Laferrere     | Dom 18/8  | 12:00     |           |
| Estrella del Sur | 2 - 0     | Quilmes       | Mié 11/9  | 15:00     |           |

| 12a Fecha        | 12a Fecha | 12a Fecha     | 12a Fecha | 12a Fecha | 12a Fecha |
| Local            | Resultado | Visitante     | Fecha     | Hora      |           |
| ---------------- | --------- | ------------- | --------- | --------- | --------- |
| Estrella del Sur | 1 - 0     | Talleres (RE) | Sáb 24/8  | 10:30     |           |
| Chacarita Jrs.   | 2 - 2     | El Frontón    | Sáb 24/8  | 15:00     |           |
| Aldosivi         | 1 - 0     | Quilmes       | Sáb 24/8  | 17:30     |           |
| Arsenal          | 4 - 4     | Alte. Brown   | Dom 25/8  | 10:00     |           |
| Luján            | 1 - 3     | Nueva Chicago | Dom 25/8  | 15:00     |           |
| Laferrere        | 0 - 1*    | Tigre         | Jue 12/9  |           |           |

| 13a Fecha      | 13a Fecha | 13a Fecha        | 13a Fecha | 13a Fecha | 13a Fecha |
| Local          | Resultado | Visitante        | Fecha     | Hora      |           |
| -------------- | --------- | ---------------- | --------- | --------- | --------- |
| Talleres (RE)  | 0 - 0     | Aldosivi         | Sáb 31/8  | 10:00     |           |
| Chacarita Jrs. | 1 - 1     | Luján            | Mar 3/9   | 15:00     |           |
| Alte. Brown    | 1 - 2     | Laferrere        | Mar 3/9   | 16:00     |           |
| Nueva Chicago  | 0 - 2     | Estrella del Sur | Mar 3/9   | 19:00     |           |
| Quilmes        | 2 - 1     | Arsenal          | Mié 4/9   | 15:00     |           |
| El Frontón     | 1 - 1     | Tigre            | Mié 4/9   | 18:00     |           |

| 14a Fecha        | 14a Fecha | 14a Fecha      | 14a Fecha | 14a Fecha | 14a Fecha |
| Local            | Resultado | Visitante      | Fecha     | Hora      |           |
| ---------------- | --------- | -------------- | --------- | --------- | --------- |
| Estrella del Sur | 3 - 0     | Chacarita Jrs. | Sáb 7/9   | 10:00     |           |
| Laferrere        | 2 - 0     | Quilmes        | Sáb 7/9   | 15:00     |           |
| Aldosivi         | 2 - 0     | Nueva Chicago  | Sáb 7/9   | 18:00     |           |
| Arsenal          | 3 - 0     | Talleres (RE)  | Dom 8/9   | 10:00     |           |
| Tigre            | 2 - 1     | Alte. Brown    | Dom 8/9   | 11:00     |           |
| Luján            | 2 - 1     | El Frontón     | Dom 8/9   | 15:00     |           |

| 15a Fecha      | 15a Fecha | 15a Fecha        | 15a Fecha | 15a Fecha | 15a Fecha |
| Local          | Resultado | Visitante        | Fecha     | Hora      |           |
| -------------- | --------- | ---------------- | --------- | --------- | --------- |
| Talleres (RE)  | 0 - 0     | Laferrere        | Sáb 14/9  | 10:00     |           |
| Luján          | 0 - 2     | Estrella del Sur | Sáb 14/9  | 15:00     |           |
| Chacarita Jrs. | 0 - 1     | Aldosivi         | Sáb 14/9  | 15:00     |           |
| Quilmes        | 0 - 2     | Tigre            | Sáb 14/9  | 15:00     |           |
| El Frontón     | 1 - 0     | Alte. Brown      | Dom 15/9  | 11:00     |           |
| Nueva Chicago  | 2 - 2     | Arsenal          | Dom 15/9  | 17:00     |           |

| 16a Fecha        | 16a Fecha | 16a Fecha      | 16a Fecha | 16a Fecha | 16a Fecha |
| Local            | Resultado | Visitante      | Fecha     | Hora      |           |
| ---------------- | --------- | -------------- | --------- | --------- | --------- |
| Estrella del Sur | 0 - 0     | El Frontón     | Sáb 21/9  | 10:00     |           |
| Arsenal          | 1 - 0     | Chacarita Jrs. | Sáb 21/9  | 10:00     |           |
| Laferrere        | 0 - 2     | Nueva Chicago  | Sáb 21/9  | 15:00     |           |
| Alte. Brown      | 2 - 1     | Quilmes        | Sáb 21/9  | 15:00     |           |
| Aldosivi         | 2 - 0     | Luján          | Sáb 21/9  | 16:00     |           |
| Tigre            | 3 - 1     | Talleres (RE)  | Dom 22/9  | 11:00     |           |

| 17a Fecha        | 17a Fecha | 17a Fecha   | 17a Fecha | 17a Fecha | 17a Fecha |
| Local            | Resultado | Visitante   | Fecha     | Hora      |           |
| ---------------- | --------- | ----------- | --------- | --------- | --------- |
| Talleres (RE)    | 1 - 1     | Alte. Brown | Sáb 28/9  | 10:00     |           |
| Chacarita Jrs.   | 0 - 0     | Laferrere   | Sáb 28/9  | 15:00     |           |
| Luján            | 0 - 2     | Arsenal     | Sáb 28/9  | 15:00     |           |
| El Frontón       | 1 - 0     | Quilmes     | Dom 29/9  | 13:00     |           |
| Nueva Chicago    | 0 - 0     | Tigre       | Dom 29/9  | 15:00     |           |
| Estrella del Sur | 0 - 0     | Aldosivi    | Dom 29/9  | 15:00     |           |

| 18a Fecha   | 18a Fecha | 18a Fecha        | 18a Fecha | 18a Fecha | 18a Fecha |
| Local       | Resultado | Visitante        | Fecha     | Hora      |           |
| ----------- | --------- | ---------------- | --------- | --------- | --------- |
| Quilmes     | 0 - 2     | Talleres (RE)    | Sáb 5/10  | 15:00     |           |
| Laferrere   | 2 - 0     | Luján            | Sáb 5/10  | 15:00     |           |
| Arsenal     | 3 - 3     | Estrella del Sur | Sáb 5/10  | 15:00     |           |
| Alte. Brown | 1 - 2     | Nueva Chicago    | Sáb 5/10  | 16:30     |           |
| Tigre       | 0 - 0     | Chacarita Jrs.   | Dom 6/10  | 11:00     |           |
| Aldosivi    | 5 - 1     | El Frontón       | Dom 6/10  | 18:30     |           |

| 19a Fecha        | 19a Fecha | 19a Fecha     | 19a Fecha | 19a Fecha | 19a Fecha |
| Local            | Resultado | Visitante     | Fecha     | Hora      |           |
| ---------------- | --------- | ------------- | --------- | --------- | --------- |
| Aldosivi         | 1 - 2     | Arsenal       | Sáb 12/10 | 10:00     |           |
| Chacarita Jrs.   | 4 - 1     | Alte. Brown   | Sáb 12/10 | 15:00     |           |
| Estrella del Sur | 1 - 1     | Laferrere     | Sáb 12/10 | 19:30     |           |
| Luján            | 0 - 5     | Tigre         | Dom 13/10 | 15:00     |           |
| El Frontón       | 1 - 4     | Talleres (RE) | Dom 13/10 | 15:30     |           |
| Nueva Chicago    | 3 - 3     | Quilmes       | Dom 13/10 | 18:00     |           |

| 20a Fecha     | 20a Fecha | 20a Fecha        | 20a Fecha | 20a Fecha | 20a Fecha |
| Local         | Resultado | Visitante        | Fecha     | Hora      |           |
| ------------- | --------- | ---------------- | --------- | --------- | --------- |
| Talleres (RE) | 4 - 1     | Nueva Chicago    | Sáb 19/10 | 10:00     |           |
| Tigre         | 2 - 3     | Estrella del Sur | Sáb 19/10 | 13:30     |           |
| Arsenal       | 2 - 1     | El Frontón       | Sáb 19/10 | 15:00     |           |
| Laferrere     | 0 - 1     | Aldosivi         | Sáb 19/10 | 15:00     |           |
| Alte. Brown   | 1 - 1     | Luján            | Sáb 19/10 | 16:00     |           |
| Quilmes       | 0 - 3     | Chacarita Jrs.   | Dom 20/10 | 9:30      |           |

| 21a Fecha        | 21a Fecha | 21a Fecha     | 21a Fecha | 21a Fecha | 21a Fecha |
| Local            | Resultado | Visitante     | Fecha     | Hora      |           |
| ---------------- | --------- | ------------- | --------- | --------- | --------- |
| Chacarita Jrs.   | 1 - 1     | Talleres (RE) | Sáb 26/10 | 15:00     |           |
| Arsenal          | 2 - 1     | Laferrere     | Sáb 26/10 | 15:00     |           |
| Aldosivi         | 1 - 1     | Tigre         | Sáb 26/10 | 18:00     |           |
| Estrella del Sur | 5 - 0     | Alte. Brown   | Sáb 26/10 | 19:30     |           |
| Luján            | 0 - 0     | Quilmes       | Dom 27/10 | 15:00     |           |
| El Frontón       | 1 - 2     | Nueva Chicago | Dom 27/10 | 16:00     |           |

| 22a Fecha     | 22a Fecha  | 22a Fecha        | 22a Fecha | 22a Fecha | 22a Fecha |
| Local         | Resultado  | Visitante        | Fecha     | Hora      |           |
| ------------- | ---------- | ---------------- | --------- | --------- | --------- |
| Nueva Chicago | 2 - 0      | Chacarita Jrs.   | Sáb 2/11  | 15:00     |           |
| Tigre         | 3 - 3      | Arsenal          | Sáb 2/11  | 15:00     |           |
| Talleres (RE) | 6 - 1      | Luján            | Sáb 2/11  | 15:00     |           |
| Laferrere     | 1 - 1      | El Frontón       | Sáb 2/11  | 15:00     |           |
| Quilmes       | 1 - 5      | Estrella del Sur | Sáb 2/11  | 15:00     |           |
| Alte. Brown   | Postergado | Aldosivi         |           |           |           |

## Fase Permanencia
| Pos.  | Equipo            | Pts. | PJ | PG | PE | PP | GF | GC | Dif. |
| ----- | ----------------- | ---- | -- | -- | -- | -- | -- | -- | ---- |
| .1.º  | Country Canning   | 58   | 22 | 19 | 1  | 2  | 63 | 16 | 47   |
| .2.º  | Lamadrid          | 45   | 22 | 14 | 3  | 5  | 34 | 18 | 16   |
| .3.º  | Almagro           | 44   | 21 | 14 | 2  | 5  | 35 | 23 | 12   |
| .4.º  | Los Andes         | 36   | 22 | 10 | 6  | 6  | 41 | 29 | 12   |
| .5.º  | Sportivo Italiano | 35   | 22 | 10 | 5  | 7  | 22 | 22 | 0    |
| .6.º  | Villas Unidas     | 28   | 22 | 8  | 4  | 10 | 29 | 32 | −3   |
| .7.º  | Claypole          | 28   | 22 | 7  | 7  | 8  | 31 | 22 | 9    |
| .8.º  | Puerto Nuevo      | 27   | 22 | 7  | 6  | 9  | 26 | 31 | −5   |
| .9.º  | Berazategui       | 25   | 22 | 7  | 4  | 11 | 18 | 30 | −12  |
| .10.º | Cañuelas          | 23   | 22 | 6  | 5  | 11 | 18 | 32 | −14  |
| .11.º | Atlas             | 15   | 22 | 3  | 6  | 13 | 15 | 39 | −24  |
| .12.º | Midland           | 3    | 21 | 0  | 3  | 18 | 7  | 45 | −38  |

|  | Los puestos 9°, 10°, 11° y 12° pierden la categoría. |

#### Resultados
| 1a Fecha      | 1a Fecha  | 1a Fecha        | 1a Fecha | 1a Fecha | 1a Fecha |
| Local         | Resultado | Visitante       | Fecha    | Hora     |          |
| ------------- | --------- | --------------- | -------- | -------- | -------- |
| Claypole      | 2 - 0     | Berazategui     | Sáb 8/6  | 15:00    |          |
| Lamadrid      | 3 - 1     | Puerto Nuevo    | Sáb 8/6  | 15:00    |          |
| Atlas         | 1 - 1     | Almagro         | Sáb 8/6  | 15:00    |          |
| Midland       | 0 - 1     | Sp. Italiano    | Sáb 8/6  | 16:00    |          |
| Villas Unidas | 1 - 4     | Country Canning | Dom 9/6  | 14:00    |          |
| Los Andes     | 0 - 0     | Cañuelas        | Dom 9/6  | 15:00    |          |

| 2a Fecha        | 2a Fecha  | 2a Fecha      | 2a Fecha | 2a Fecha | 2a Fecha |
| Local           | Resultado | Visitante     | Fecha    | Hora     |          |
| --------------- | --------- | ------------- | -------- | -------- | -------- |
| Almagro         | 0 - 1     | Lamadrid      | Sáb 15/6 | 11:00    |          |
| Country Canning | 0 - 1     | Atlas         | Sáb 15/6 | 11:30    |          |
| Puerto Nuevo    | 1 - 1     | Los Andes     | Sáb 15/6 | 12:00    |          |
| Cañuelas        | 2 - 1     | Berazategui   | Sáb 15/6 | 14:00    |          |
| Midland         | 1 - 3     | Claypole      | Dom 16/6 | 10:00    |          |
| Sp. Italiano    | 1 - 1     | Villas Unidas | Dom 16/6 | 15:00    |          |

| 3a Fecha      | 3a Fecha  | 3a Fecha        | 3a Fecha | 3a Fecha | 3a Fecha |
| Local         | Resultado | Visitante       | Fecha    | Hora     |          |
| ------------- | --------- | --------------- | -------- | -------- | -------- |
| Villas Unidas | 2 - 0     | Midland         | Dom 23/6 | 14:00    |          |
| Lamadrid      | 0 - 1     | Country Canning | Dom 23/6 | 15:00    |          |
| Claypole      | 1 - 1     | Cañuelas        | Mié 26/6 | 15:00    |          |
| Berazategui   | 1 - 0     | Puerto Nuevo    | Mié 26/6 | 15:00    |          |
| Atlas         | 0 - 0     | Sp. Italiano    | Mié 26/6 | 19:00    |          |
| Los Andes     | 3 - 4     | Almagro         | Mié 3/7  | 15:00    |          |

| 4a Fecha        | 4a Fecha  | 4a Fecha    | 4a Fecha | 4a Fecha | 4a Fecha |
| Local           | Resultado | Visitante   | Fecha    | Hora     |          |
| --------------- | --------- | ----------- | -------- | -------- | -------- |
| Country Canning | 5 - 2     | Los Andes   | Sáb 29/6 | 11:30    |          |
| Puerto Nuevo    | 0 - 1     | Cañuelas    | Sáb 29/6 | 15:00    |          |
| Almagro         | 2 - 1     | Berazategui | Dom 30/6 | 10:00    |          |
| Villas Unidas   | 0 - 3     | Claypole    | Dom 30/6 | 14:00    |          |
| Midland         | 0 - 0     | Atlas       | Dom 30/6 | 14:00    |          |
| Sp. Italiano    | 2 - 1     | Lamadrid    | Dom 30/6 | 15:00    |          |

| 5a Fecha    | 5a Fecha   | 5a Fecha        | 5a Fecha | 5a Fecha | 5a Fecha |
| Local       | Resultado  | Visitante       | Fecha    | Hora     |          |
| ----------- | ---------- | --------------- | -------- | -------- | -------- |
| Claypole    | 4 - 0      | Puerto Nuevo    | Sáb 6/7  | 11:00    |          |
| Cañuelas    | 0 - 2      | Almagro         | Sáb 6/7  | 15:00    |          |
| Berazategui | 0 - 5      | Country Canning | Sáb 6/7  | 15:00    |          |
| Lamadrid    | 3 - 0      | Midland         | Sáb 6/7  | 15:00    |          |
| Atlas       | Gana V. U. | Villas Unidas   | Sáb 6/7  | 15:00    |          |
| Los Andes   | 3 - 1      | Sp. Italiano    | Jue 29/8 | 15:00    |          |

| 6a Fecha        | 6a Fecha  | 6a Fecha     | 6a Fecha | 6a Fecha | 6a Fecha |
| Local           | Resultado | Visitante    | Fecha    | Hora     |          |
| --------------- | --------- | ------------ | -------- | -------- | -------- |
| Country Canning | 4 - 0     | Cañuelas     | Sáb 13/7 | 11:30    |          |
| Midland         | 1 - 3     | Los Andes    | Sáb 13/7 | 13:30    |          |
| Atlas           | 1 - 1     | Claypole     | Sáb 13/7 | 15:00    |          |
| Almagro         | 2 - 0     | Puerto Nuevo | Sáb 13/7 | 15:00    |          |
| Villas Unidas   | 2 - 0     | Lamadrid     | Dom14/7  | 14:00    |          |
| Sp. Italiano    | 1 - 0     | Berazategui  | Dom14/7  | 15:00    |          |

| 7a Fecha     | 7a Fecha  | 7a Fecha        | 7a Fecha | 7a Fecha | 7a Fecha |
| Local        | Resultado | Visitante       | Fecha    | Hora     |          |
| ------------ | --------- | --------------- | -------- | -------- | -------- |
| Claypole     | 0 - 1     | Almagro         | Sáb 20/7 | 10:00    |          |
| Puerto Nuevo | 1 - 2     | Country Canning | Sáb 20/7 | 11:00    |          |
| Los Andes    | 1 - 0     | Villas Unidas   | Sáb 20/7 | 11:00    |          |
| Lamadrid     | 2 - 1     | Atlas           | Sáb 20/7 | 11:00    |          |
| Cañuelas     | 0 - 3     | Sp. Italiano    | Dom 21/7 | 11:00    |          |
| Berazategui  | 1 - 0     | Midland         | Dom 21/7 | 15:00    |          |

| 8a Fecha        | 8a Fecha  | 8a Fecha     | 8a Fecha | 8a Fecha | 8a Fecha |
| Local           | Resultado | Visitante    | Fecha    | Hora     |          |
| --------------- | --------- | ------------ | -------- | -------- | -------- |
| Country Canning | 1 - 0     | Almagro      | Sáb 27/7 | 11:30    |          |
| Midland         | 0 - 2     | Cañuelas     | Sáb 27/7 | 13:00    |          |
| Atlas           | 0 - 3     | Los Andes    | Sáb 27/7 | 15:00    |          |
| Lamadrid        | 2 - 1     | Claypole     | Sáb 27/7 | 15:00    |          |
| Villas Unidas   | 0 - 0     | Berazategui  | Dom 28/7 | 15:00    |          |
| Sp. Italiano    | 1 - 0     | Puerto Nuevo | Dom 28/7 | 15:00    |          |

| 9a Fecha     | 9a Fecha  | 9a Fecha        | 9a Fecha | 9a Fecha | 9a Fecha |
| Local        | Resultado | Visitante       | Fecha    | Hora     |          |
| ------------ | --------- | --------------- | -------- | -------- | -------- |
| Almagro      | 1 - 2     | Sp. Italiano    | Sáb 3/8  | 15:00    |          |
| Puerto Nuevo | 1 - 0     | Midland         | Dom 4/8  | 12:00    |          |
| Cañuelas     | 0 - 2     | Villas Unidas   | Dom 4/8  | 15:00    |          |
| Los Andes    | 1 - 1     | Lamadrid        | Mié 18/9 | 15:00    |          |
| Berazategui  | 1 - 0     | Atlas           | Mié 18/9 | 15:00    |          |
| Claypole     | 0 - 3     | Country Canning | Mié 2/10 | 15:00    |          |

| 10a Fecha     | 10a Fecha | 10a Fecha       | 10a Fecha | 10a Fecha | 10a Fecha |
| Local         | Resultado | Visitante       | Fecha     | Hora      |           |
| ------------- | --------- | --------------- | --------- | --------- | --------- |
| Lamadrid      | 2 - 0     | Berazategui     | Sáb 10/8  | 11:00     |           |
| Atlas         | 1 - 0     | Cañuelas        | Sáb 10/8  | 15:00     |           |
| Midland       | 0 - 1     | Almagro         | Dom 11/8  | 11:00     |           |
| Sp. Italiano  | 0 - 1     | Country Canning | Dom 11/8  | 15:00     |           |
| Los Andes     | 2 - 3     | Claypole        | Dom 11/8  | 15:00     |           |
| Villas Unidas | 2 - 2     | Puerto Nuevo    | Dom 11/8  | 15:00     |           |

| 11a Fecha       | 11a Fecha | 11a Fecha     | 11a Fecha | 11a Fecha | 11a Fecha |
| Local           | Resultado | Visitante     | Fecha     | Hora      |           |
| --------------- | --------- | ------------- | --------- | --------- | --------- |
| Country Canning | 7 - 1     | Midland       | Sáb 17/8  | 11:30     |           |
| Puerto Nuevo    | 3 - 1     | Atlas         | Sáb 17/8  | 15:00     |           |
| Berazategui     | 1 - 1     | Los Andes     | Sáb 17/8  | 15:00     |           |
| Almagro         | 2 - 1     | Villas Unidas | Dom 18/8  | 11:00     |           |
| Claypole        | 0 - 0     | Sp. Italiano  | Dom 18/8  | 14:00     |           |
| Cañuelas        | 0 - 3     | Lamadrid      | Dom 18/8  | 15:00     |           |

| 12a Fecha       | 12a Fecha | 12a Fecha     | 12a Fecha | 12a Fecha | 12a Fecha |
| Local           | Resultado | Visitante     | Fecha     | Hora      |           |
| --------------- | --------- | ------------- | --------- | --------- | --------- |
| Country Canning | 3 - 0     | Villas Unidas | Sáb 24/8  | 11:30     |           |
| Puerto Nuevo    | 2 - 0     | Lamadrid      | Sáb 24/8  | 15:00     |           |
| Cañuelas        | 0 - 2     | Los Andes     | Dom 25/8  | 10:00     |           |
| Almagro         | 2 - 0     | Atlas         | Dom 25/8  | 11:00     |           |
| Berazategui     | 0 - 0     | Claypole      | Dom 25/8  | 15:00     |           |
| Sp. Italiano    | 1 - 0     | Midland       | Dom 25/8  | 15:00     |           |

| 13a Fecha     | 13a Fecha | 13a Fecha       | 13a Fecha | 13a Fecha | 13a Fecha |
| Local         | Resultado | Visitante       | Fecha     | Hora      |           |
| ------------- | --------- | --------------- | --------- | --------- | --------- |
| Claypole      | 0 - 0     | Midland         | Mié 4/9   | 15:00     |           |
| Berazategui   | 0 - 1     | Cañuelas        | Mié 4/9   | 15:00     |           |
| Lamadrid      | 2 - 0     | Almagro         | Mié 4/9   | 16:00     |           |
| Atlas         | 0 - 2     | Country Canning | Mié 4/9   | 20:00     |           |
| Los Andes     | 1 - 1     | Puerto Nuevo    | Jue 5/9   | 14:00     |           |
| Villas Unidas | 1 - 2     | Sp. Italiano    | Jue 5/9   | 14:30     |           |

| 14a Fecha       | 14a Fecha | 14a Fecha     | 14a Fecha | 14a Fecha | 14a Fecha |
| Local           | Resultado | Visitante     | Fecha     | Hora      |           |
| --------------- | --------- | ------------- | --------- | --------- | --------- |
| Country Canning | 1 - 1     | Lamadrid      | Sáb 7/9   | 11:30     |           |
| Almagro         | 2 - 1     | Los Andes     | Sáb 7/9   | 15:00     |           |
| Puerto Nuevo    | 1 - 2     | Berazategui   | Dom 8/9   | 12:00     |           |
| Midland         | 0 - 1     | Villas Unidas | Dom 8/9   | 14:00     |           |
| Sp. Italiano    | 3 - 0     | Atlas         | Dom 8/9   | 15:00     |           |
| Cañuelas        | 2 - 2     | Claypole      | Mié 9/10  |           |           |

| 15a Fecha   | 15a Fecha | 15a Fecha       | 15a Fecha | 15a Fecha | 15a Fecha |
| Local       | Resultado | Visitante       | Fecha     | Hora      |           |
| ----------- | --------- | --------------- | --------- | --------- | --------- |
| Atlas       | 1 - 1     | Midland         | Sáb 14/9  | 15:00     |           |
| Lamadrid    | 1 - 0     | Sp. Italiano    | Sáb 14/9  | 15:00     |           |
| Los Andes   | 0 - 2     | Country Canning | Dom 15/9  | 15:00     |           |
| Cañuelas    | 1 - 1     | Puerto Nuevo    | Dom 15/9  | 15:00     |           |
| Berazategui | 1 - 2     | Almagro         | Dom 15/9  | 15:00     |           |
| Claypole    | 0 - 1     | Villas Unidas   | Dom 15/9  | 15:00     |           |

| 16a Fecha       | 16a Fecha | 16a Fecha   | 16a Fecha | 16a Fecha | 16a Fecha |
| Local           | Resultado | Visitante   | Fecha     | Hora      |           |
| --------------- | --------- | ----------- | --------- | --------- | --------- |
| Country Canning | 3 - 1     | Berazategui | Sáb 21/9  | 11:30     |           |
| Sp. Italiano    | 2 - 2     | Los Andes   | Sáb 21/9  | 15:00     |           |
| Almagro         | 2 - 1     | Cañuelas    | Sáb 21/9  | 15:00     |           |
| Midland         | 1 - 4     | Lamadrid    | Dom 22/9  | 10:00     |           |
| Puerto Nuevo    | 0 - 0     | Claypole    | Dom 22/9  | 11:00     |           |
| Villas Unidas   | 3 - 3     | Atlas       | Dom 22/9  | 15:00     |           |

| 17a Fecha    | 17a Fecha | 17a Fecha       | 17a Fecha | 17a Fecha | 17a Fecha |
| Local        | Resultado | Visitante       | Fecha     | Hora      |           |
| ------------ | --------- | --------------- | --------- | --------- | --------- |
| Cañuelas     | 0 - 3     | Country Canning | Sáb 28/9  | 9:45      |           |
| Lamadrid     | 2 - 1     | Villas Unidas   | Sáb 28/9  | 15:00     |           |
| Puerto Nuevo | 2 - 2     | Almagro         | Sáb 28/9  | 15:00     |           |
| Claypole     | 5 - 0     | Atlas           | Sáb 28/9  | 15:00     |           |
| Berazategui  | 3 - 0     | Sp. Italiano    | Sáb 28/9  | 15:00     |           |
| Los Andes    | 3 - 0     | Midland         | Dom 29/9  | 10:00     |           |

| 18a Fecha       | 18a Fecha | 18a Fecha    | 18a Fecha | 18a Fecha | 18a Fecha |
| Local           | Resultado | Visitante    | Fecha     | Hora      |           |
| --------------- | --------- | ------------ | --------- | --------- | --------- |
| Country Canning | 4 - 3     | Puerto Nuevo | Sáb 5/10  | 11:30     |           |
| Midland         | 0 - 2     | Berazategui  | Sáb 5/10  | 14:00     |           |
| Almagro         | 3 - 1     | Claypole     | Sáb 5/10  | 15:00     |           |
| Villas Unidas   | 5 - 2     | Los Andes    | Dom 6/10  | 15:00     |           |
| Atlas           | 0 - 1     | Lamadrid     | Dom 6/10  | 15:00     |           |
| Sp. Italiano    | 0 - 0     | Cañuelas     | Dom 6/10  | 15:00     |           |

| 19a Fecha    | 19a Fecha | 19a Fecha       | 19a Fecha | 19a Fecha | 19a Fecha |
| Local        | Resultado | Visitante       | Fecha     | Hora      |           |
| ------------ | --------- | --------------- | --------- | --------- | --------- |
| Berazategui  | 1 - 0     | Villas Unidas   | Sáb 11/10 | 11:00     |           |
| Claypole     | 1 - 2     | Lamadrid        | Sáb 11/10 | 15:00     |           |
| Puerto Nuevo | 1 - 0     | Sp. Italiano    | Sáb 11/10 | 15:00     |           |
| Cañuelas     | 2 - 0     | Midland         | Dom 12/10 | 10:00     |           |
| Almagro      | 3 - 2     | Country Canning | Dom 12/10 | 15:00     |           |
| Los Andes    | 3 - 0     | Atlas           | Dom 12/10 | 15:00     |           |

| 20a Fecha       | 20a Fecha | 20a Fecha    | 20a Fecha | 20a Fecha | 20a Fecha |
| Local           | Resultado | Visitante    | Fecha     | Hora      |           |
| --------------- | --------- | ------------ | --------- | --------- | --------- |
| Country Canning | 2 - 0     | Claypole     | Sáb 19    | 11:30     |           |
| Midland         | 1 - 2     | Puerto Nuevo | Sáb 19    | 14:00     |           |
| Atlas           | 3 - 1     | Berazategui  | Sáb 19    | 15:00     |           |
| Lamadrid        | 0 - 2     | Los Andes    | Sáb 19    | 15:30     |           |
| Villas Unidas   | 2 - 1     | Cañuelas     | Dom 20/10 | 12:00     |           |
| Sp. Italiano    | 1 - 0     | Almagro      | Dom 20/10 | 15:00     |           |

| 21a Fecha       | 21a Fecha  | 21a Fecha     | 21a Fecha | 21a Fecha | 21a Fecha |
| Local           | Resultado  | Visitante     | Fecha     | Hora      |           |
| --------------- | ---------- | ------------- | --------- | --------- | --------- |
| Berazategui     | 1 - 1      | Lamadrid      | Sáb 26/10 | 9:00      |           |
| Country Canning | 3 - 1      | Sp. Italiano  | Sáb 26/10 | 11:30     |           |
| Puerto Nuevo    | 2 - 1      | Villas Unidas | Sáb 26/10 | 15:00     |           |
| Cañuelas        | 4 - 1      | Atlas         | Dom 27/10 | 10:00     |           |
| Claypole        | 0 - 1      | Los Andes     | Dom 27/10 | 15:00     |           |
| Almagro         | Postergado | Midland       |           |           |           |

| 22a Fecha     | 22a Fecha | 22a Fecha       | 22a Fecha | 22a Fecha | 22a Fecha |
| Local         | Resultado | Visitante       | Fecha     | Hora      |           |
| ------------- | --------- | --------------- | --------- | --------- | --------- |
| Midland       | 1 - 5     | Country Canning | Sáb 2/11  | 13:00     |           |
| Villas Unidas | 2 - 3     | Almagro         | Dom 3/11  | 14:00     |           |
| Atlas         | 1 - 2     | Puerto Nuevo    | Dom 3/11  | 15:00     |           |
| Los Andes     | 4 - 0     | Berazategui     | Dom 3/11  | 15:00     |           |
| Sp. Italiano  | 0 - 4     | Claypole        | Dom 3/11  | 15:00     |           |
| Lamadrid      | 2 - 0     | Cañuelas        | Dom 3/11  | 15:00     |           |

## Torneo Reducido
Los disputan los 4 equipos mejor posicionados de la Fase Ascenso, exceptuando al campeón. Se enfrentan 2° vs. 5° y 3° vs. 4° en partidos de ida y vuelta actuando como local en el segundo partido el equipo mejor posicionado.

#### Semifinales de ida
| Sáb 9/11, 11:00 hs. | Tigre | 0 - 1   | Estrella del Sur      | José Dellagiovanna, Victoria |  |
|                     |       | Reporte | 10' Valeria Navarrete |                              |  |

| Sáb 9/11, 15:00 hs. | Arsenal | 0 - 2   | Talleres RE                       | Cancha auxiliar J. H. Grondona, Sarandí |  |
|                     |         | Reporte | Florencia Albino · María Dragneff |                                         |  |

#### Semifinales de vuelta
| Sáb 16/11, 17 hs. | Estrella del Sur                          | 2 - 1   | Tigre               | C. "Chiqui" Tapia, Alejandro Korn |  |
|                   | Sofía Hauche 44' · Jacqueline Olivera 64' | Reporte | 56' Martina Cartañá |                                   |  |

| Sáb 16/11, 17 hs. | Talleres RE | 0 - 1   | Arsenal       | Predio Javier Zanetti, Remedios de Escalada |  |
|                   |             | Reporte | Juliana Zarza |                                             |  |

### Final de ida
| Sáb 23/11, 17 hs. | Talleres RE                                                       | 3 - 1   | Estrella del Sur | Predio Javier Zanetti, Remedios de Escalada |  |
|                   | Aldana Sasso 61' · Florencia Albino 72' · Florencia Ludueña 90+3' | Reporte | 3' Sofía Hauche  |                                             |  |

### Final de vuelta
| Sáb 30/11, 17 hs. | Estrella del Sur                                                      | 3 - 0   | Talleres RE | C. "Chiqui" Tapia, Alejandro Korn |  |
|                   | Ivana Hernández 56' · Micaela González 68' · Milagros Barrionuevo 82' | Reporte |             |                                   |  |